# Exploits (rivier)
De Exploits is een 115 km lange rivier in de Canadese provincie Newfoundland en Labrador die het eiland Newfoundland doorkruist. Inclusief zijn bovenloop de Lloyds is hij met een lengte van 272 km de langste rivier van Newfoundland.

## Verloop

### Bovenloop
De rivier de Lloyds wordt beschouwd als de bovenloop van de Exploits. Hij vindt zijn oorsprong op ongeveer 480 meter hoogte in een afgelegen merengebied in het zuidwesten van Newfoundland. De rivier stroomt gedurende zijn hele lengte in ruwweg noordoostelijke richting. Onderweg stroomt hij achtereenvolgens doorheen King George IV Lake, onderdoor provinciale route 480 en doorheen Lloyds Lake. Na 105 km mondt hij uit in het zuidwestelijke uiteinde van Beothuk Lake, een van Newfoundlands grote meren.

### Benedenloop
Na een afstand van 52 km doorheen Beothuk Lake afgelegd te hebben, verlaat de Exploits dat meer in het noordoosten. Vanaf daar stroomt de rivier 115 km in oostnoordoostelijke richting doorheen bosrijk gebied naar het zuidelijkste punt van de Bay of Exploits. Al doende passeert hij drie dorpen, met name Badger, Grand Falls-Windsor en Bishop's Falls. Bij die twee laatste plaatsen bevinden zich waterkrachtcentrales. Vlak aan de monding ligt nog de plaats Sandy Point.
De Exploits kent verschillende zijriviertjes waarvan Harpoon Brook, Badger Brook en Sandy Brook de grootste zijn. Het omliggende gebied van de benedenloop heeft economisch belang voor voornamelijk de sectoren van de bos- en mijnbouw.
Het is een van de tientallen Newfoundlandse rivieren die Atlantische zalmen jaarlijks gebruiken voor hun paaitrek.

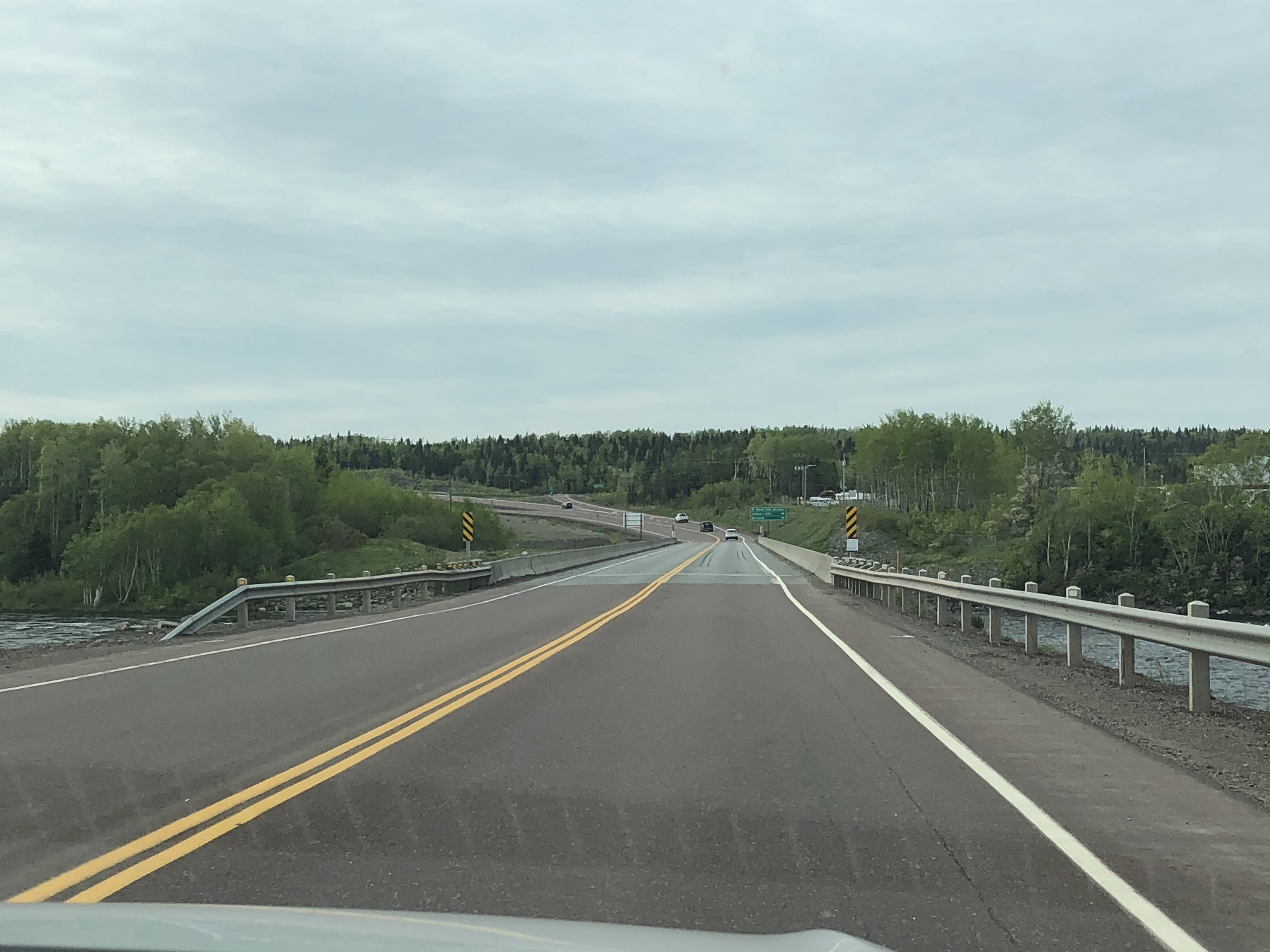
Brug over de Exploits net buiten Bishop's Falls